# Masoarivo (Antsalova)
Masoarivo – miasto i gmina miejska (kaominina) w dystrykcie Antsalova, w regionie Melaky na Madagaskarze.

## Geografia
Miejscowość położona jest około 13 km od wybrzeży Kanału Mozambickiego.

## Demografia i gospodarka
W 2001 roku oszacowano liczbę jego mieszkańców na 7 572. W mieście dostępna jest edukacja podstawowa i wczesna średnia. 54% ludności pracującej trudni się rolnictwem, a 23% hodowlą zwierząt. Główną rośliną uprawną jest tu ryż, a do innych należą banany, kokosy, maniok jadalny i kukurydza. Dodatkowo 20% ludności zajmuje się połowem ryb, a 3% zatrudnionych jest w usługach.